# Patrick Süskind
Patrick Süskind (* 26. März 1949 in Ambach am Starnberger See) ist ein deutscher Schriftsteller und Drehbuchautor. Sein 1985 veröffentlichter und bislang einziger Roman Das Parfum wurde zu einem Bestseller. Ebenfalls ein Welterfolg war sein Einpersonenstück Der Kontrabaß.

## Leben
Süskind wuchs im bayerischen Holzhausen auf, einem Dorf in der heutigen Gemeinde Münsing. Sein Vater, Wilhelm Emanuel Süskind, war Schriftsteller, Übersetzer und langjähriger Mitarbeiter der Süddeutschen Zeitung, seine Mutter Annemarie Süskind, geborene Schmitt, war Sportlehrerin. Sein älterer Bruder Martin Erhard Süskind war ebenfalls Journalist. Patrick Süskind hat zahlreiche Vorfahren aus der Württembergischen Ehrbarkeit. Er ist ein Nachkomme des Bibelexegeten Johann Albrecht Bengel und damit auch des Reformators Johannes Brenz.
Ab 1968, nach Abitur und Zivildienst, studierte Süskind Mittelalterliche Geschichte und Neuere Geschichte in München, wobei er zwei Semester seines Studiums in Aix-en-Provence verbrachte, um seine Französischkenntnisse zu verbessern. In dieser Zeit entstanden die ersten eigenen Texte. Er belegte ebenso Kurse in Englisch, Spanisch, Latein, Griechisch, Politik, Kunst und Theologie. Das Studium brach er 1974 ab.
Süskind verweigert sich in hohem Maße den Erwartungen des Literaturbetriebs. Er gab nur vier überlieferte Interviews, tritt in der Öffentlichkeit nicht auf und hat verschiedene Auszeichnungen abgelehnt, so den französischen Preis für das beste Debüt (1986) sowie den Tukan-Preis (1987) und den FAZ-Literaturpreis (ebenfalls 1987). Zur Weltpremiere der Verfilmung seines Romans Das Parfum am 7. September 2006 in München erschien er ebenfalls nicht. Im Drehbuch zu Rossini reflektiert er jedoch selbstironisch sein eigenes Leben: Die Filmfigur des scheuen Autors weigert sich – auch für viel Geld – ihr Buch verfilmen zu lassen. Der Produzent wurde von Süskind dabei als ein Abbild von Bernd Eichinger angelegt, der – nach eigener Aussage – damals versuchte, von Süskind die Filmrechte für Das Parfum zu erwerben. Von Süskind existieren zudem kaum veröffentlichte Fotos. In der Fernsehserie Monaco Franze – Der ewige Stenz hat er allerdings einen kleinen Cameoauftritt (9. Folge in der Kneipe, kurzer Zwischenschnitt). Am 7. September 2006 lief ein Porträt im Rahmen der Serie Die großen Bayern im Bayerischen Rundfunk, worin Süskind nicht selbst zu Wort kam. Stattdessen berichteten unter anderem Joachim Król und Christine Kaufmann über ihre Erlebnisse mit ihm.
2003 gehörte Süskind zu den Gründungsmitgliedern der Deutschen Filmakademie.
Süskind lebt hauptsächlich in München, in Seeheim am Starnberger See und in Montolieu in Frankreich. Er war mit dem französischen Zeichner Jean-Jacques Sempé befreundet, der die Zeichnungen zur Novelle Die Geschichte von Herrn Sommer beisteuerte. Im Gegenzug hatte Süskind einige Werke Sempés ins Deutsche übersetzt.
Mit seiner Lebensgefährtin, der deutschen Verlegerin Tanja Graf, hat er einen gemeinsamen Sohn.

## Literarisches Schaffen
Süskind wählt als Protagonisten seiner Werke vorwiegend Antihelden, die außerhalb der Gesellschaft stehen und als Außenseiter auf das Treiben der Menschen blicken. In dem einaktigen Theaterstück Der Kontrabaß (1981) spricht ein vereinsamter Kontrabassist einen Monolog über sein Leben. Das Werk war in der Spielsaison 1984/85 mit über 500 Aufführungen das meistgespielte Stück an deutschsprachigen Bühnen und befindet sich bis heute im laufenden Repertoire deutscher und internationaler Theater.
Süskinds bekanntestes Werk ist der Roman Das Parfum (1985), der mit Übersetzungen in 49 Sprachen und etwa 20 Millionen verkauften Exemplaren zum Welterfolg avancierte. 1987 wurde das Werk mit dem World Fantasy Award in der Kategorie Bester Roman ausgezeichnet. Unter der Regie von Tom Tykwer wurde der Roman 2006 unter dem Titel Das Parfum – Die Geschichte eines Mörders verfilmt, nachdem die Produktionsgesellschaft Constantin Film mit Produzent Bernd Eichinger die Rechte für einen unbekannten Betrag, der zwischen fünf und zehn Millionen Dollar geschätzt wurde, erworben hatte. Bei einer von der BBC organisierten Wahl unter ca. 750.000 Briten mit dem Ziel, die 100 wichtigsten Bücher der Weltliteratur zu benennen, war Süskinds Das Parfum der einzige deutsche Titel, der in die Liste gelangte.
Süskind wirkte außerdem an Drehbüchern für die Fernsehmehrteiler Monaco Franze – Der ewige Stenz (1982) und Kir Royal (1986) sowie an den Spielfilmen Rossini – oder die mörderische Frage, wer mit wem schlief (1997) und Vom Suchen und Finden der Liebe (2005) mit, die allesamt unter der Regie Helmut Dietls entstanden.

## Werke

### Belletristik
- Der Kontrabaß, Diogenes, Zürich 1981, ISBN 3-257-23000-1, auch als Bühnenstück und Hörspiel.
- Das Parfum, Diogenes, Zürich 1985, ISBN 3-257-22800-7. (Platz 1 der Spiegel-Bestsellerliste in den Jahren 1985 und 1986)
- Die Taube, Diogenes, Zürich 1987, ISBN 3-257-21846-X.
- Die Geschichte von Herrn Sommer, Diogenes, Zürich 1991, ISBN 3-257-22664-0.
- Drei Geschichten, Diogenes, Zürich 1995, ISBN 3-257-70008-3 (Neuausgabe 2005: ISBN 3-257-23468-6).

### Sachliteratur
- Über Liebe und Tod, Diogenes, Zürich 2006, ISBN 3-257-23589-5.

### Drehbücher
- Der ganz normale Wahnsinn, 1980 (Mitwirkung als Co-Autor am Drehbuch von zwei Folgen, gemeinsam mit Helmut Dietl)
- Monaco Franze – Der ewige Stenz, 1982, gemeinsam mit Helmut Dietl
- Kir Royal, 1986, vier der sechs Folgen, jeweils gemeinsam mit Helmut Dietl
- Rossini – oder die mörderische Frage, wer mit wem schlief, 1997, gemeinsam mit Helmut Dietl
- Vom Suchen und Finden der Liebe, mit Helmut Dietl, 2004 Constantin Film, als Buch bei Diogenes, Zürich 2005, ISBN 3-257-23503-8.

## Übersetzungen
- Jean-Jacques Sempé: Verwandte Seelen, Diogenes, Zürich 1993, ISBN 3-257-02046-5.
- Jean-Jacques Sempé: Unergründliche Geheimnisse, Diogenes, Zürich 1995, ISBN 3-257-02055-4.
- Jean-Jacques Sempé: Das Geheimnis des Fahrradhändlers, Diogenes, Zürich 1996, ISBN 3-257-02059-7.
- Jean-Jacques Sempé: Mit vorzüglicher Hochachtung, Diogenes, Zürich 2008, ISBN 978-3-257-02095-3.
- Jean-Jacques Sempé: Kindheiten. Ein Gespräch mit Marc Lecarpentier, Diogenes, Zürich 2012, ISBN 978-3-257-02120-2.
- Margaret Wise Brown: Gute Nacht, lieber Mond. Diogenes, Zürich, 2016, ISBN 978-3-257-01186-9.

## Film
- Patrick Süskind – Duft & Distanz. Dokumentarfilm, Deutschland, 2006, 43:30 Min., Buch und Regie: Julia Benkert, Produktion: Bayerischer Rundfunk, Erstsendung: 7. September 2006 im Bayerischen Fernsehen, Inhaltsangabe von ARD.